# Carl Bilfinger

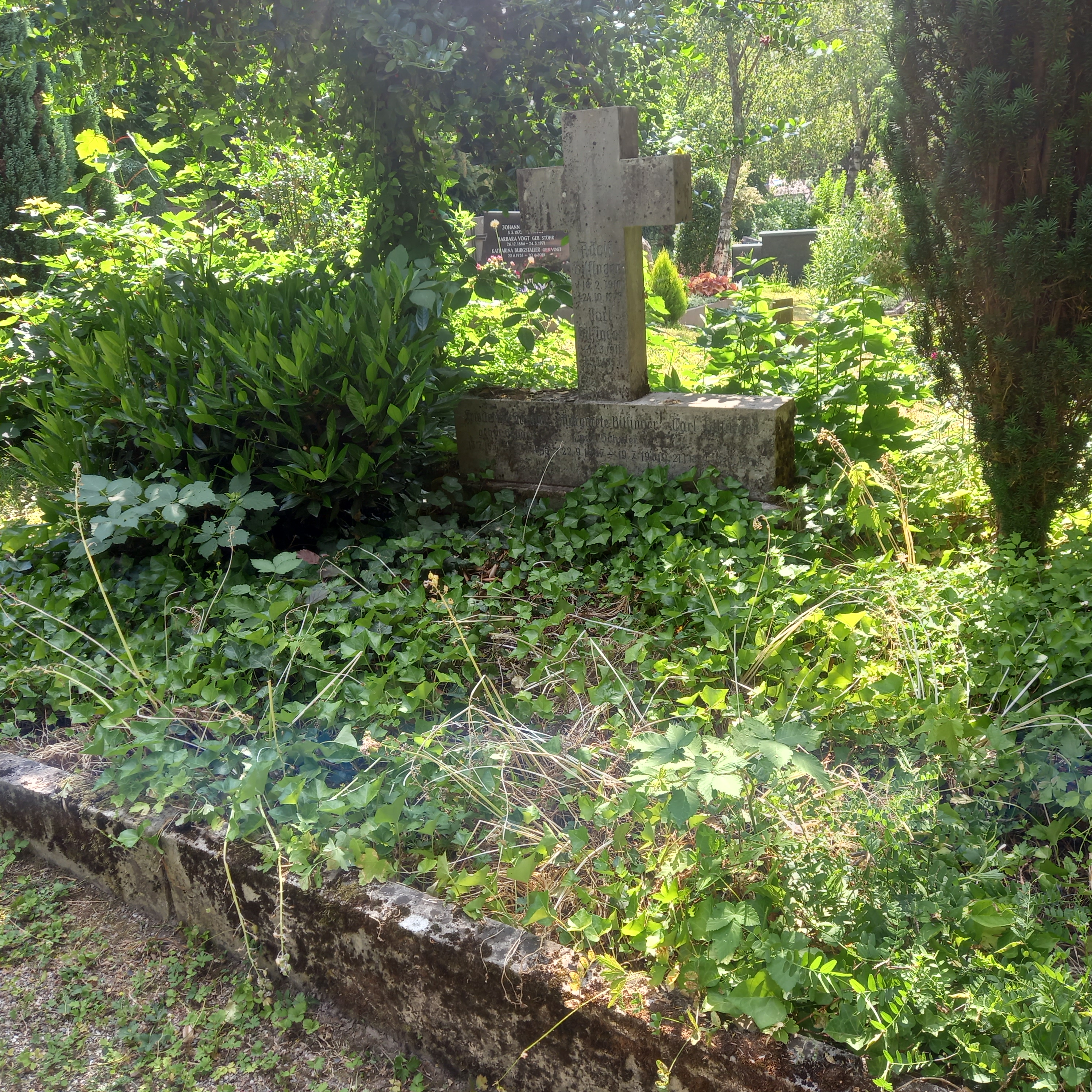
Das Grab von Carl Bilfinger und seiner Ehefrau Margarete geborene Schuler im Familiengrab auf dem Friedhof Handschuhsheim im Heidelberg

Carl Bilfinger (* 21. Juli 1879 in Ulm; † 2. Dezember 1958 in Heidelberg) war ein deutscher Staats- und Völkerrechtler.

## Leben und Wirken
Carl Bilfinger, ein Sohn des Pfarrers Adolf von Bilfinger und dessen Frau Sophie geb. Weizsäcker, studierte Rechtswissenschaft in Tübingen, Straßburg und Berlin. Seit 1897 war er Mitglied der Studentenverbindung Akademische Gesellschaft Stuttgardia Tübingen. Nach dem Referendariat und einer kurzen Gerichtsassessortätigkeit wurde er 1911 zum Amtsrichter ernannt. Bereits 1915 avancierte er zum Landrichter, 1918 zum Legationsrat.
1922 habilitierte sich Bilfinger an der Universität Tübingen. Es folgte eine Lehrstuhlvertretung in Bonn und danach die Berufung auf einen Lehrstuhl für öffentliches Recht und Völkerrecht der Universität Halle (1924).
Schon vor der „Machtergreifung“ war Bilfinger Feind der Weimarer Republik, er war neben Erwin Jacobi und Carl Schmitt Vertreter des Reichs im Prozess Preußen contra Reich um den Preußenschlag.
Zum 1. Mai 1933 trat Bilfinger der NSDAP bei (Mitgliedsnummer 2.260.247). Im September 1933 gehörte er mit der Nummer 43 zu den hundert ersten Mitgliedern der nationalsozialistischen Akademie für Deutsches Recht Hans Franks. 1935 wurde er Ordinarius und Prorektor in Heidelberg. 1937 wurde er ordentliches Mitglied der Heidelberger Akademie der Wissenschaften. 1943 ging er als Nachfolger von Viktor Bruns, dessen Vetter er war, an die wichtige Universität Berlin, wo er zugleich das Kaiser-Wilhelm-Institut für ausländisches öffentliches Recht und Völkerrecht leitete.
In seinen Schriften während dieser Zeit zeigte Bilfinger eine nationalsozialistische Grundhaltung und äußerte sich auch antisemitisch.
1945 in der Sowjetischen Besatzungszone entlassen, wurde Bilfinger schon 1949 trotz seiner NS-Vergangenheit wieder an die Universität Heidelberg berufen. Dort war er von 1949 bis 1954 zugleich Direktor des Max-Planck-Instituts für ausländisches öffentliches Recht und Völkerrecht, ab 1950 Senator der Max-Planck-Gesellschaft (MPG) und von 1951 bis 1954 Vorsitzender der Geisteswissenschaftlichen Sektion des Wissenschaftlichen Rates der Max-Planck-Gesellschaft.

## Ehrungen
Großes Verdienstkreuz der Bundesrepublik Deutschland (1953)

## Schriften (Auswahl)
- Der Einfluss der Einzelstaaten auf die Bildung des Reichswillens. Eine staatsrechtliche und politische Studie. Mohr, Tübingen 1923.